# 大陂頭

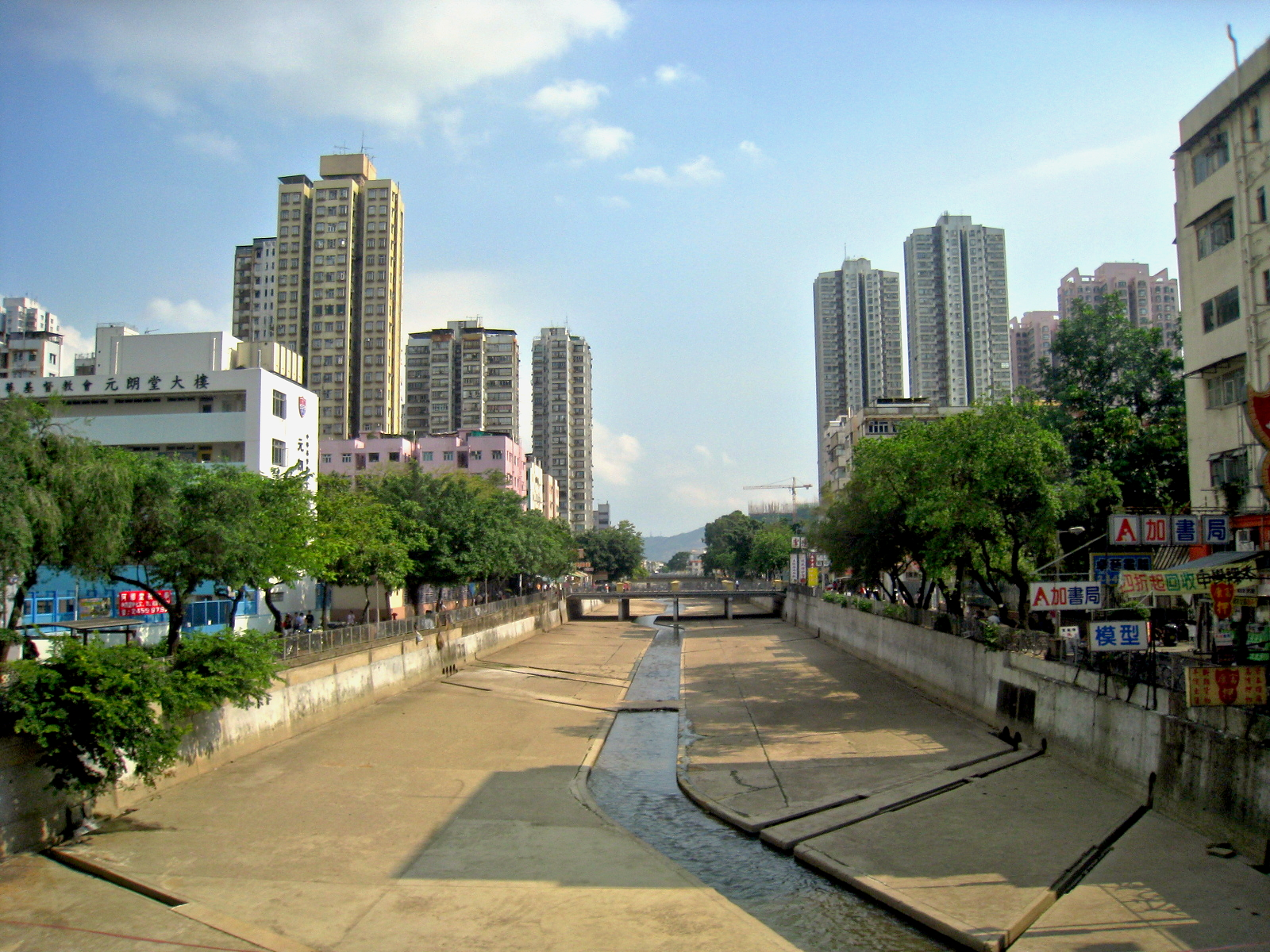
大陂頭是元朗市中心的重要組成部份

大陂頭（又名大碑頭、大坡頭）是位於香港元朗中部的一個地方，廣義上可指元朗新墟以西、水牛嶺以東、橫洲以南、馬田村和西漁涌以北的一大片土地。

## 地名由來
大陂頭是未改道前的山貝河（又稱為大陂頭河）河畔和元朗大馬路交界一帶的土地，在嘉慶二十四年（1820年）編成的新安縣志中已被提及。過去，大陂頭是山貝河多個支流匯合出海的地方，有一處截水堰（水坡），用以引河水灌溉農田，故以名之。

## 歷史
國共內戰時期，來港難民和貧民沿著多條大陂頭溪流的壆上搭建木屋，形成一大片與水坑、水田交織的大陂頭村木屋區。河畔亦建有多間需要大量用水的牛皮廠，廢染料污水散播臭味，亦令河床大受污染。大坡頭一帶是低窪地區，多次在大雨後河水氾濫發生水災，很多木屋居民受影響而流離失所，多次水災令政府決心於1963年落實元朗防洪工程計劃，將河道重建成一條大明渠（元朗大坑渠）和數條支渠木屋居民被安置到水牛嶺平房區。周邊土地隨即被平整，建有多所公共建築。
隨著元朗新市鎮的發展，最後一間皮革廠亦於1970年代末遷離，大陂頭成為元朗市中心的重要部份。除了老一輩元朗居民外，大陂頭作為地名已很少被人使用。

## 主要建築和地點

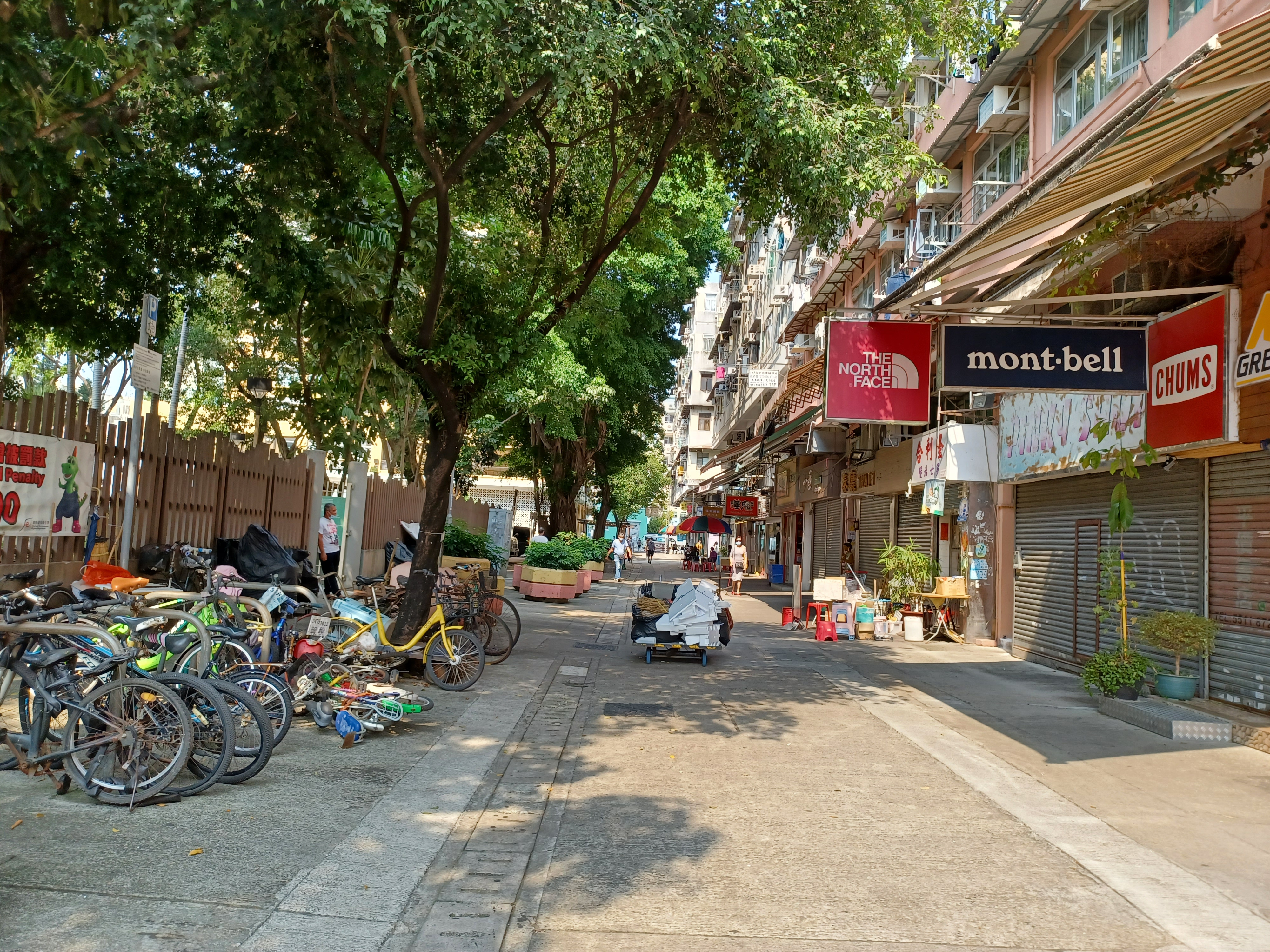
大陂頭徑

- 大陂頭徑：1977年刊憲命名的一條小徑，位於原大陂頭的中心位置
- 大陂頭休憩花園（前身為牛皮廠）[8]
- 元朗商會小學
- 元朗商會中學[9]（前身為大陂頭球場）
- 中華基督教會元朗真光小學（前身為鐘聲學校）[10]
- 元朗警署
- 新界鄉議局元朗區中學
- 趙聿修紀念中學
- 安興遊樂場
- 元朗廣場（前身為九龍巴士廠）
- 基督教香港信義會啟信學校
- 元朗西巴士總站
- 元朗賽馬會健康院
- 元朗民政事務處大廈
- 基督復臨安息日會元朗教會[11]
- 朗屏邨（前身為擊壤村）